# Asesinato de Henry Glover
Henry Glover fue un ciudadano afroamericano de Nueva Orleans, Luisiana, que fue asesinado a tiros el 2 de septiembre de 2005. El cuerpo carbonizado de Glover fue hallado más tarde en su Chevrolet Malibu inundado cerca del dique río Misisipi cerca de una estación de policía.
El oficial del Departamento de Policía de Nueva Orleans (NOPD), David Warren, fue acusado y juzgado por cargos federales relacionados por la muerte de Glover, que finalmente resultó en una absolución después de un nuevo juicio después de su condena inicial. Otros cuatro agentes del NOPD fueron acusados en relación con los acontecimientos posteriores a la muerte de Glover, incluida la quema del cuerpo.

## Personas involucradas
- Henry Glover era un afroamericano de 31 años, residente del barrio de Argel en Nueva Orleans.
- David Warren, oficial de policía novato del NOPD en ese momento.
- Gregory McRae, oficial de policía del NOPD en ese momento.
- Robert Italiano, teniente de policía del NOPD en ese momento.
- Travis McCabe, teniente de policía del NOPD en ese momento.
- Dwayne Scheuermann, teniente de policía del NOPD en ese momento.

## Tiroteo
Henry Glover había soportado el huracán Katrina en Nueva Orleans junto con su madre, su hermano y su hermana. El 2 de septiembre de 2005, Glover había ido a un centro comercial para recuperar algunas maletas con artículos robados.
 El oficial de policía del NOPD, David Warren, fue acusado de matar a tiros a Glover desde un balcón del segundo piso, desde donde Warren había estado vigilando una oficina de la oficina de detectives.
Al día siguiente, Matthew Macdonald, un afroamericano de Connecticut, mata a tiros a otro civil y lo mata a tiros por supuestamente resistirse al arresto.

## Procedimientos legales
El oficial Warren fue acusado de una violación federal de los derechos civiles, específicamente un cargo de homicidio involuntario con arma de fuego. El oficial Gregory McRae fue acusado de obstrucción de la justicia y otros cargos en relación con la quema del cuerpo de Glover, un Chevrolet Malibu 2001 que pertenecía a uno de los amigos de Glover. El teniente de policía Dwayne Scheuermann fue acusado de agredir a civiles que acudieron en ayuda de Glover y de obstruir la investigación federal sobre la quema del cuerpo de Glover. El teniente de policía Travis McCabe fue acusado de obstruir la justicia y mentir a la Oficina Federal de Investigaciones (FBI). También fue acusado de mentirle a un gran jurado federal. El teniente de policía Robert Italiano fue acusado de obstrucción de la justicia y de mentir al FBI. En total, la acusación formal de 11 cargos acusa a los cinco oficiales por su papel en el tiroteo fatal de Glover, la agresión al hermano de Glover y a uno de sus vecinos, y el intento de ocultar sus acciones, a través de actividades como el intento de cremación del cadáver de Glover. La muerte de Glover fue destacada como un ejemplo de pésima conducta policial en las consecuencias directas del Huracán Katrina.
Los fiscales alegaron que Warren había disparado fatalmente a Glover en el pecho con un rifle .223 cerca de un centro comercial de Argel. El hermano de Glover, Edward King, y su hermana, Patrice Glover, acudieron en ayuda de Glover. Un vecino de Glover llamado William Tanner llevó a Glover y a su hermano a buscar atención médica en una escuela cercana, la Escuela Primaria Habans, que había sido requisada por un equipo de oficiales SWAT Varios agentes SWAT testificaron en el juicio que Tanner en realidad huyó de un coche de policía marcado cerca de la escuela. Sólo después de que varios otros coches de policía se unieron a la persecución se detuvo en el lado de la escuela de Mercedes Street. Ninguno de los dos hombres sabía cómo había resultado herido Glover. Los oficiales SWAT en la escuela inmediatamente esposaron a Tanner y King y luego supuestamente los golpearon. El jurado absolvió a los agentes de este cargo. El testimonio en el juicio también alegó que un oficial afroamericano también golpeó a uno de los detenidos, pero se hicieron pocos esfuerzos para encontrarlo. Si bien William Tanner alegó en numerosas entrevistas con los medios que los oficiales SWAT dejaron que Henry Glover muriera desangrado en el automóvil, el testimonio del juicio del teniente Scheuermann demostró que, de hecho, había revisado el cuerpo de Glover en busca de signos de vida y, de hecho, ya estaba fallecido. Esta prueba se presentó en forma de fotografías proporcionadas a la defensa en el momento del descubrimiento. El oficial de NOPD Gregory McRae prendió fuego al cuerpo de Glover mientras estaba dentro del Chevrolet Malibu 2001 de Tanner. El automóvil quedó estacionado en un dique del río Mississippi, cerca de una oficina del NOPD. Istvan Balogh, un exagente de la ley que había llegado desde fuera del estado, descubrió el cadáver de Glover el 9 de septiembre. Admitió en el juicio que grabó en video el auto quemado con los restos de Glover y desde entonces vendió copias de la cinta de video.
El 31 de marzo de 2011, el juez Lance Africk condenó a David Warren a 25 años y 9 meses en una prisión federal por una violación federal de los derechos civiles por cometer homicidio involuntario con arma de fuego. El juez Africk condenó a Gregory McRae a 17 años y 3 meses de prisión y 3 años de libertad supervisada por obstrucción de la justicia y otro cargo de derechos civiles. Henry Glover no estaba en el centro comercial para suicidarse. Estaba allí para recuperar algo de ropa de bebé. Usted mató a un hombre. A pesar de sus tendenciosos argumentos en sentido contrario, no fue un error", le dijo Africk a Warren.  Sin embargo, el 17 de diciembre de 2012, el Tribunal de Apelaciones del Quinto Circuito anuló la condena de Warren y una de las condenas relacionadas con McRae, ordenando nuevos juicios por esos cargos. El panel de tres jueces concluyó, entre otras preocupaciones, que los juicios de los dos hombres deberían haberse llevado a cabo por separado. Warren fue absuelto en 2013.
En 2014, McRae fue sentenciado nuevamente a 17 años y tres meses de prisión. "Usted no simplemente quemó un cadáver; usted, un agente de la ley, quemó un cadáver para obstruir la justicia", dijo el juez Africk. Dijo que la absolución de Warren era irrelevante para los propios crímenes de McRae.
En 2015, a McRae se le concedió una audiencia de nueva sentencia después de que su condena por obstrucción de la justicia fuera anulada por completo. En 2016, Africk redujo la sentencia de McRae a 11 años y nueve meses, lo que estaba dentro de las pautas federales. Sin embargo, rechazó los pedidos de una reducción mayor alegando que McRae estaba mentalmente perturbado en el momento del crimen, afirmando que aún se justificaba una larga pena de prisión debido a la gravedad del crimen. "Los hechos detrás de su condena tienen que ver con mucho más que el incendio de un automóvil", dijo. "Al esconderte detrás de un muro azul de silencio, estabas ocultando la verdad". McRae salió de prisión el 2 de abril de 2021.

### En la cultura popular
El caso Glover fue incorporado a la trama de la serie de televisión Treme. Los acusados citaron la cobertura de los medios locales junto con la descripción en Treme cuando solicitaron un cambio de sede para el nuevo juicio.